# Saint-Paul-le-Froid
Saint-Paul-le-Froid (okcitán nyelven Sant Paul le Froid) község Franciaország déli részén, Lozère megyében. 2011-ben 146 lakosa volt. A megye legmagasabban fekvő települése.

## Fekvése
Saint-Paul-le-Froid a Margeride-hegység keleti oldalán fekszik, Grandrieu-től 7 km-re nyugatra, 1370 méteres (a községterület 1154-1469 méteres) tengerszint feletti magasságban, Lozère és Haute-Loire megye határán; az Ance-patak völgye felett. A községterület 33%-át (1464 hektár) erdő borítja, délnyugati határán található a Croix de Bor állami erdő.
Északról Chanaleilles és Thoras, keletről Saint-Symphorien és Grandrieu, délről La Panouse, nyugatról Saint-Denis-en-Margeride és Sainte-Eulalie községekkel határos. Nyugati határát a Margeride-hegység gerince alkotja.
A község déli határa mentén halad a D5-ös megyei út, mely Grandrieu-t a Bouviers-hágón át Saint-Denis-vel köti össze. Erről az útról ágazik le a D59-es út, mely az Ance völgyén halad végig Ancette-ig. A D7-es út Chaylán keresztül Sainte-Eulalie felé teremt összeköttetést.
A községhez tartozik Le Chayla, Boirelac, Les Martines, Combes és Brenac.

## Története
A középkorban Chaylában Gévaudan egyik legfontosabb vára állt (a hagyomány szerint összesen 365 ajtaja és ablaka volt). A Margeride-hegység magasabb részeit elfoglaló község utóneve (froid = hideg) hűvös, szeles éghajlatára utal. Az 1790-ben létrehozott községen belül a két legnagyobb település, Le Chayla és Saint-Paul rivalizálása napjainkig fennmaradt.

### Demográfia
| Év   | Lakosság |
| ---- | -------- |
| 1793 | 625      |
| 1851 | 762      |
| 1876 | 814      |
| 1901 | 746      |
| 1936 | 556      |

| Év   | Lakosság |
| ---- | -------- |
| 1946 | 519      |
| 1954 | 464      |
| 1962 | 407      |
| 1968 | 343      |

| Év   | Lakosság |
| ---- | -------- |
| 1975 | 293      |
| 1982 | 235      |
| 1990 | 221      |
| 1999 | 186      |
| 2010 | 146      |

## Nevezetességei
- Saint-Paul templomát 1860-ban építették.
- Le Chayla templomát az egykori vár helyére építették 1500-ban.

## Híres emberek
- François de Langlade du Chayla (1647-1702) plébános itt született. Az ő meggyilkolása robbantotta ki 1702-ben a camisardok háborúját.

## Kapcsolódó szócikk
- Lozère megye községei

## További infnormációk
- Nevezetességek (franciául)
- Nevezetességek, fényképek